# بيضة (فلم)
بيضة هو فيلم تركي من نوع دراما أُصدر في 2007. الفيلم من إخراج وسيناريو Semih Kaplanoğlu ‏.

## القصة
تقع أحداث الفيلم في تركيا. علم الشاعر يوسف بوفاة والدته ، فعاد إلى مسقط رأسه، حيث غاب لسنوات. في منزل والدته، تنتظره ابنة عمه آيلة. لم يكن يوسف على علم بأيلة، التي عاشت مع والدته لخمس سنوات.
أبلغت آيلة يوسف بوعد زهرة بذبح خروف بعد وفاتها، وأخبرته أن عليه تنفيذ وصية والدته. استسلم يوسف تدريجيًا لذكريات المنزل، وإيقاعات المدينة وسكانها، والأماكن التي تعج بالأشباح.
انطلق يوسف وآيلة إلى قبر أحد الأولياء، على بُعد ساعتين، لحضور مراسم الذبح التي تعهدت بها والدته. بعد وصولهما بعد أن ارتحل القطيع الذي كانا يخططان لشراء خروف منه إلى الجبال للرعي، اضطرا لقضاء الليلة في فندق على ضفاف بحيرة بركان قريبة. يُقام حفل زفاف في الفندق مما يجعل يوسف وأيلا أقرب إلى بعضهما البعض.

## طاقم التمثيل
- أوفوك بيرقدار
- نجات إسلر
- السعادة اكسوي
- جولتشين صانترجي أوغلو
- تولين اوزان
- جنكيز بوزكورت

## وصلات خارجية
- بيضة على موقع IMDb (الإنجليزية)
- بيضة على موقع نتفليكس (الإنجليزية)
- بيضة على موقع ألو سيني (الفرنسية)
- بيضة على موقع Turner Classic Movies (الإنجليزية)
- بيضة على موقع أول موفي (الإنجليزية)
- بيضة على موقع فيلمافينيتي (الإسبانية)
- بيضة على موقع قاعدة بيانات الأفلام السويدية (السويدية)
- بيضة على موقع قاعدة بيانات الفيلم (الإنجليزية)
- بيضة على موقع ليتربوكسد (الإنجليزية)
- بيضة على موقع كينوبويسك (الروسية)